# Рудолф фон Бюнау
Рудолф фон Бюнау (на немски: Rudolf von Bünau) е немски офицер, служил по време на Първата и Втората световна война.

## Биография

#### Ранен живот и Първа световна война (1914 – 1918)
Рудолф фон Бюнау е роден на 19 август 1890 г. в Щутгарт, Германска империя. Присъединява се към армията и през 1909 г. става офицерски кадет. Участва в Първата световна война и до края ѝ е издигнат в звание хауптман.

##### Междувоенен период
След войната се присъединява към Райхсвера.

#### Втора световна война (1939 – 1945)
В началото на Втората световна война командва 133-ти пехотен полк. На 1 ноември 1940 г. получава командването на 177-а танкова дивизия. На 1 ноември 1942 г. поема ръководството на 73-та пехотна дивизия, а между 26 ноември 1943 г. и 1 януари 1944 г. командва 47-и танков корпус. Следващите му назначения са като командир на 55-и и 11-и армейски корпус. В самия край на войната му е поверена защитата на Виена. Пленен е от американските войски на 8 май 1945 г. и е освободен през 1947 г. Умира на 14 януари 1962 г. в Кирххайм, Германия.

## Военна декорация
| - Германски орден „Железен кръст“ (1914) – II (?) и I степен (?) - Орден „Кръст на честта“ (15 януари 1935) - Судетски медал (1 ноември 1939) - Германски орден Железен кръст (1939, повторно) – II (17 септември 1939) и I степен (26 септември 1939) - Германски медал „За зимна кампания на изтока 1941/42 г.“ (1 август 1942) | - Орден „Германски кръст“ (23 януари 1943) – златен - Рицарски кръст с дъбови листа - Носител на Рицарски кръст (15 август 1940) - Носител на Дъбови листа № 766 (5 март 1945) |